# Trattnach
Die Trattnach ist ein Fluss in Oberösterreich mit einer Länge von etwa 40 km. Sie ist mit Innbach und Aschach Teil des Gewässersystems, welches das nördliche Hausruckviertel nach Osten zur Donau hin entwässert.

## Verlauf
Die Trattnach entspringt in ca. 620 m Seehöhe im Grubwald am Nordostabhang des Hausrucks im Gemeindegebiet von Geboltskirchen. Gespeist wird sie aus Grubenwässern ehemaliger Braunkohlebergwerke. Sie verläuft anfangs Richtung Nordosten. An der Gemeindegrenze zwischen Geboltskirchen und Weibern wird sie zur Hochwasserregulierung im Trattnachspeicher Leithen aufgestaut. Die Trattnach passiert anschließend Weibern, Hofkirchen an der Trattnach und Taufkirchen an der Trattnach, wo sie sich nach Südosten wendet. Sie fließt weiter durch Grieskirchen, Schlüßlberg und Bad Schallerbach und mündet unterhalb von Wallern an der Trattnach, bei Oberndorf in der Gemeinde Scharten in 290 m Seehöhe in den Innbach. Die Mündung und wenige hundert Meter liegen im Bezirk Eferding, ansonsten verläuft die Trattnach zur Gänze im Bezirk Grieskirchen.
Auf den ersten drei Kilometern weist die Trattnach ein Gefälle von 3,3 % auf. Dieses verflacht rasch, es beträgt im Mittellauf 7,3 ‰ und im Unterlauf nur noch 3,6 ‰. Das mittlere Gefälle über die gesamte Strecke beträgt 7,7 ‰.

## Zuflüsse
Die Trattnach hat drei größere Zubringer mit Einzugsgebieten von mehr als 10 km²: Der Rottenbach mündet bei Hofkirchen von links, der Stillbach nur einen Kilometer unterhalb ebenfalls von links und der Leitnerbach bei Grieskirchen von rechts.

## Name
Der Name des Flusses wird erstmals im 8. Jahrhundert als dratihaha erwähnt: 815 schenkt der Priester Engilger seine Kirche „Adwaldi [Wallern] an dem Flusse Dratihaha“ mitsamt Gütern an den Bischof Hatto von Passau.
Der Name wird auf mittelhochdeutsch draete (‚schnell, eilig‘) und ahe (fließendes Wasser, Bach/Ache) zurückgeführt, ähnlich etwa Trattenbach. Das erste „h“ von Dratihaha in der Handschrift ist offenbar ein Schreibfehler; korrekt müsste der Name Dratinaha lauten – gesprochen „Dratin-acha“, der ‚Drat(i)n-bach‘.
Dass der Ort Trattnach nicht, wie sonst üblich, an der Mündung liegt, sondern im Quellgebiet (bei Weibern), zeigt, dass hier die sehr alte Verwandtschaft zu a[h]a, aue wirkt, noch 1368 sagt man dort „gelegen […] auf der Drætnach“ im Sinne einer Flur.

## Wasserführung
Der mittlere Abfluss (MQ) am Pegel Bad Schallerbach, 5,1 km vor der Mündung, beträgt 2,3 m³/s, das entspricht einer Abflussspende von nur 12,5 l/s·km². Das winterpluviale Abflussregime weist eine mäßig starke Amplitude auf. Das Maximum im März beträgt in etwa das Dreifache des Minimums im September.

## Nutzung des Gewässers
Die Trattnach wird seit mehreren Jahrhunderten zum Betrieb von Mühlen und zur Stromerzeugung genutzt. Von einst im Jahr 1930 bestehenden 21 Wasserkraftanlagen sind heute nur mehr 5 vorhanden. Im Zusammenhang mit den hierzu notwendigen Stauhaltungen wurde häufig auch eine Wiesenbewässerung getätigt.

## Umwelt
Die Trattnach weist nur im Oberlauf und auf den letzten Kilometern unterhalb von Wallern bis zur Mündung einen relativ naturnahen Zustand auf. Ab Hofkirchen wurde sie massiv begradigt und hart reguliert. Der früher mäandrierende Flusslauf wurde dadurch zu einem kanalartigen Gerinne, das nur an wenigen Stellen von einem Gehölzstreifen begleitet wird.
Das Einzugsgebiet der Trattnach wird intensiv landwirtschaftlich genutzt: 45 % des Einzugsgebiets sind Ackerfläche, die Viehhaltung spielt ebenfalls eine große Rolle (88 GVE/km²). Dadurch, sowie durch Industriebetriebe im Raum Grieskirchen ist die Trattnach deutlich belastet. Sie hat auf weiten Strecken Gewässergüteklasse II, im Raum Grieskirchen II bis III (Stand 2007).
Die Trattnach weist relativ hohe Wassertemperaturen (im Sommer rund 16 °C) auf, die auch auf menschlichen Einfluss zurückzuführen sind. Ursachen für die anthropogen verursachte Erwärmung sind vermutlich das Rückhaltebecken Leithen und die starke Verbauung mit fehlender Beschattung. Die Erwärmung hat Auswirkungen auf den Fischbestand, insbesondere die Salmoniden sind negativ betroffen.

## Fauna
Zu den am häufigsten vorkommenden Fischarten zählen Bachschmerle, Elritze, Hasel und Barbe, daneben sind unter anderem Aitel, Schneider, Blaubandbärbling, Bachforelle und Regenbogenforelle zu finden.

## Trattnachspeicher Leithen
Besonders nach starken Regenfällen gab es immer wieder Überschwemmungen durch die Trattnach. Zum Schutz wurde in Leithen an der Gemeindegrenze zwischen Weibern und Geboltskirchen eine Hochwasserrückhalteanlage errichtet, die 1985 in Betrieb genommen wurde. Vom eigentlichen Hochwasserrückhaltebecken ist durch einen Zwischendamm ein Badesee abgetrennt. Der See hat eine Fläche von 3 ha und eine maximale Tiefe von 4,5 m, das Nordufer ist mit Schilf bestanden. Neben dem Badebetrieb wird er auch zum Angeln und im Winter, falls er zugefroren ist, zum Eislaufen und Eisstockschießen genutzt. Trotz Nährstoffeinträgen vor allem bei Hochwässern und der starken Erwärmung im Sommer wird die Wasserqualität als gut eingestuft.

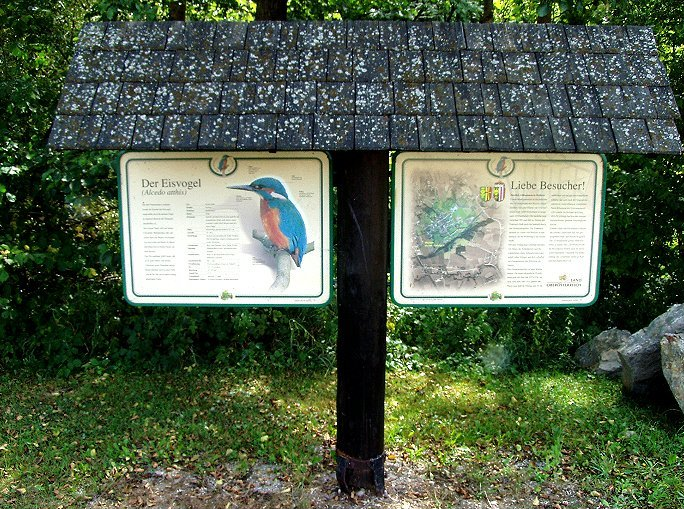
Schautafel des Trattnachtal-Lehrpfades in Wallern an der Trattnach

## Trattnachtal-Lehrpfad
Der 2 km lange Trattnachtal-Lehrpfad befindet sich in Wallern an der Trattnach. Auf 22 Schautafeln werden ökologische Zusammenhänge erläutert und die Tier- und Pflanzenwelt der Region vorgestellt.